# Seznam nejmenších hvězd
Toto je seznam nejmenších známých hvězd. Seznam je seřazen dle průměru, který je uveden v násobcích průměru Slunce a Jupiteru. Nejsou zde uvedeni hnědí trpaslíci.
| Jméno hvězdy    | Průměr                | Hmotnost                                                 | Teplota | Absolutní hvězdná velikost |
| --------------- | --------------------- | -------------------------------------------------------- | ------- | -------------------------- |
| OGLE-TR-122b    | 0,125 DSlunce 1,05 DJ | 0,0909 MSlunce 96 MJ                                     |         |                            |
| EBLM J0555-57Ab | 0,086 DSlunce 0,84 DJ | 0,081 hmotností Slunce (téměř teoretická spodní hranice) |         |                            |